# Pseudocuma lagunae
Pseudocuma lagunae är en kräftdjursart som beskrevs av Baker 1912. Pseudocuma lagunae ingår i släktet Pseudocuma och familjen Pseudocumatidae.
Artens utbredningsområde är Kalifornien. Inga underarter finns listade i Catalogue of Life.